# Station Zwijndrecht (OW4)
Station Zwijndrecht (OW4) is een voormalig spoorweghalte aan Spoorlijn 59 (Antwerpen (stad)-Gent) in Zwijndrecht (België).
In 1969 begon men met een reeks proefritten tussen Antwerpen-Zuid en Zwijndrecht door de gloednieuwe Kennedytunnel,met een HLD 62 en een stam M1 rijtuigen in Trek-duwformatie.
Vanaf 1970 werden deze pendeldiensten open gesteld voor het publiek. Nabij overweg 4 werd hiervoor een stopplaats ingericht. Hier kon men alleen overstappen op de omnibus treinen richting Antwerpen-Linkeroever of Sint-Niklaas.